# Villa De Martino
La Villa De Martino è un edificio di valore storico e architettonico di Napoli, situato nel quartiere di Posillipo.
La villa venne costruita negli '80 o, al massimo, '90 del XIX secolo, forse dalla stessa famiglia dei conti Pavoncelli che in quell'area di Posillipo acquisì il casino del duca di Frisia, ampliandolo e unificandolo ad altri piccoli edifici contigui, dando così vita all'attuale Villa Pavoncelli. 
Si può presumere che questa villa con il vasto parco venne comprata poco dopo dalla famiglia De Martino, dalla quale prende il nome e che provvedette a lottizzare l'appena citato parco, dove via via, a partire dai primi anni del '900, vennero eretti vari pregevoli edifici in stile eclettico.
Circondata da un giardino, si accede a essa attraverso un viale nel quale è collocata una vasca circolare in piperno e che permette di arrivare anche ad altri edifici soprastanti appartenenti all'ex parco De Martino. Si presenta come una costruzione in stile neoclassico di quattro piani, gli ultimi due dei quali sono il frutto di una sopraelevazione successiva e che vanno a sormontare l'aggettante cornicione sorretto da mensole che costituiva originariamente il coronamento dell'edificio. L'ingresso al piano terra è caratterizzato da un portico che è scandito da quattro colonne doriche di marmo e sormontato dalla terrazza del piano nobile, delimitata da due lesene ioniche e che racchiude tre finestre. Le altre aperture del piano nobile sono a "edicola", senza balconi e con semplici balaustrine.
Allo stato attuale è adibita ad abitazioni private in eccellenti condizioni di conservazione.